# Álex Torres
Alexander Jesús Torres Matos (nacido el 8 de diciembre de 1987) es un lanzador venezolano de béisbol profesional que es agente libre de las Grandes Ligas. Anteriormente jugó con los Tampa Bay Rays, San Diego Padres y New York Mets. Se le conoce como el primer lanzador en las Grandes Ligas en tomar ventaja de las reglas de la liga que permiten a los lanzadores llevar un casco protector a tiempo completo.

## Carrera

### Los Angeles Angels
Torres fue firmado el 12 de enero de 2005 por los Angelinos de Anaheim como un agente libre internacional, y fue asignado a la filial de la Dominican Summer League esa temporada. Jugó el 2006 y 2007 en la Arizona League, y en 2008 fue promovido a los Rancho Cucamonga Quakes de la Liga de California de Clase A avanzada. En 2009 ganó varios reconocimientos de ligas menores, y fue promovido el 31 de julio de 2009 a los Arkansas Travelers de la Liga de Texas de Clase AA.

### Tampa Bay Rays

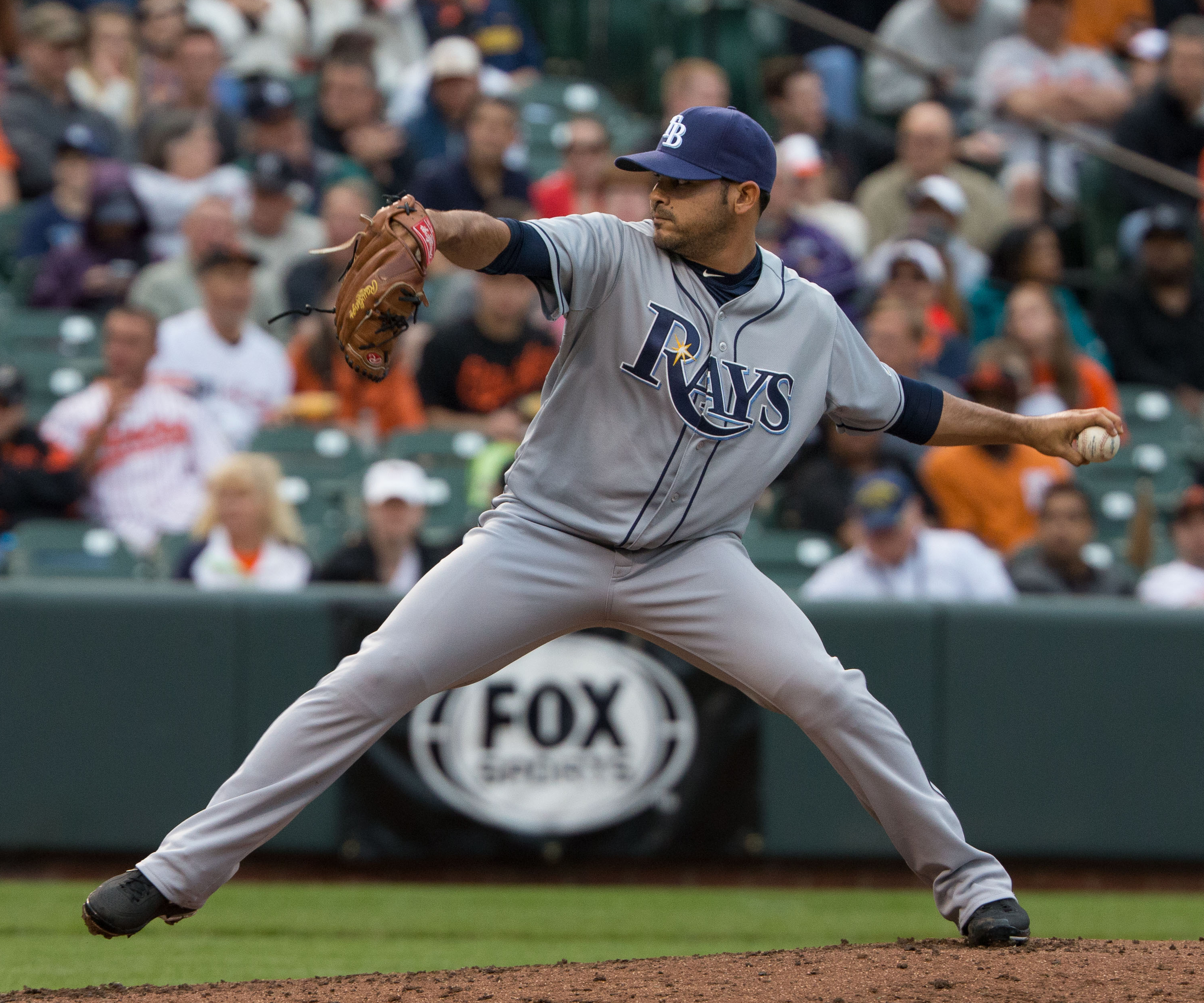
Torres lanzando para los Rays de Tampa Bay en 2013.

El 28 de agosto de 2009, Torres fue transferido a los Rays de Tampa Bay junto con los infielders Sean Rodríguez y Matthew Sweeney a cambio del lanzador Scott Kazmir, y fue asignado a los Montgomery Biscuits de Clase AA. El 19 de noviembre de 2009, los Rays añadieron a Torres a la plantilla de 40 jugadores para protegerlo del draft de regla 5. Torres inició 27 juegos para Montgomery en 2010, registrando efectividad de 3.47 y 150 ponches en 142 2⁄3 entradas.
Para el 2011, Torres fue promovido a los Durham Bulls de la Liga Internacional de Clase AAA. Debutó en Grandes Ligas el 18 de julio de 2011, permitiendo un hit y tres bases por bolas en una entrada lanzada. Fue asignado nuevamente a Durham, y volvió a los Rays en septiembre donde lanzó como relevo en tres juegos más. Esa temporada en AAA inició 27 juegos, dejando efectividad de 3.08 y 156 ponches en 146 1⁄3 entradas.
En 2012, Torres inició la temporada en AAA con problemas de control, dejando efectividad de 10.38 en sus primeras cinco aperturas. Luego de jugar un tiempo como relevista, volvió a la rotación abridora, donde en ocho aperturas permitió 24 carreras en 24 entradas lanzadas, por lo que fue enviado a la liga de novatos para trabajar con el entrenador de lanzadores Marty DeMerritt. Regresó a Durham para una última apertura, en la que lanzó 5 2⁄3 entradas sin carreras y 10 ponches. En invierno lanzó en la Liga Venezolana de Béisbol Profesional.
Torres inició el 2013 con los Durham Bulls, donde lanzó para 3.52 de efectividad en nueve aperturas. Fue llamado a Grandes Ligas a mediados de mayo para reemplazar al lesionado David Price, y lanzó en dos juegos antes de ser reenviado a Durham. Fue llamado nuevamente el 1 de junio para añadir profundidad al cuerpo de relevistas, donde permaneció hasta el final de la temporada, participando en 39 juegos y registrando una efectividad de 1.71 con 62 ponches en 58 entradas lanzadas.

### San Diego Padres
El 22 de enero de 2014, Torres fue transferido a los Padres de San Diego junto a Jesse Hahn, a cambio de Logan Forsythe, Brad Boxberger, Matt Andriese, Maxx Tissenbaum y Matt Lollis.
El 1 de junio de 2014, Torres se convirtió en el primer lanzador de Grandes Ligas en utilizar la gorra protectora isoBLOX, la cual fue aprobada en enero del mismo año, casi un año y medio desde que el lanzador Brandon McCarthy recibiera un pelotazo en la cabeza que le produjo serias lesiones cerebrales. Otros lanzadores como Juan Nicasio, Alex Cobb y Aroldis Chapman habían sufrido lesiones similares, lo que condujo a la liga a mejorar la seguridad de los lanzadores. Torres finalizó la temporada 2014 con efectividad de 3.33 en 54 entradas de labor, 51 ponches y 33 bases por bolas.

### New York Mets
El 30 de marzo de 2015, los Padres transfirieron a Torres a los Mets de Nueva York a cambio de Cory Mazzoni y un jugador a ser nombrado después. En 2015 lanzó para efectividad de 3.14 con los Mets, pero otorgó 26 bases por bolas en apenas 34 1⁄3 entradas mientras que los bateadores zurdos le batearon para promedio de .268, por lo que fue puesto en asignación el 4 de agosto, para finalmente ser reasignado al equipo de Las Vegas en Clase AAA.

### Atlanta Braves
El 31 de diciembre de 2015, Torres firmó un contrato de ligas menores con los Bravos de Atlanta, que incluyó una invitación a los entrenamientos primaverales. El 28 de marzo de 2016, fue reasignado a las ligas menores, en favor del también lanzador zurdo Eric O’Flaherty, y finalmente liberado el 30 de marzo de 2016.